# Richard Gozney
Sir Richard Hugh Turton Gozney (* 21. července 1951) je britský diplomat a od 27. května 2016 guvernér ostrova Man. Od 12. prosince 2007 do 18. května 2012 byl guvernérem a vrchním velitelem Bermud.

## Kariéra
Richard Gozney studoval na Magdalen College School a St Edmund Hall v Oxfordu, v roce 1973 nastoupil na ministerstvo zahraničních věcí. V roce 1989 se stal osobním tajemníkem ministra zahraničních věcí. Poté se v roce 1996 stal vedoucím odboru bezpečnostní politiky na Úřadu zahraničních věcí a Commonwealthu a od roku 2000 byl britským velvyslancem v Indonésii. V roce 2007 se stal guvernérem a vrchním velitelem Bermud a guvernérem na ostrově Man v roce 2016.

## Rodina
Dne 24. dubna 1982 se oženil s Dianou Edwinou Bairdovou a má dva syny.

## Vyznamenání
- Spojené království: Rytíř komandér Řádu sv. Michala a sv. Jiří
- Spojené království: Komandér Královského řádu Viktoriina
- Spojené království: Po právu rytíř Nejctihodnějšího řádu sv. Jana Jeruzalémského